# Амано Юкія
Амано Юкія (яп. 天野之弥, あまのゆきや, МФА: [amano jukʲija]; нар. 9 травня 1947 — пом. 18 липня 2019) — японський дипломат, генеральний директор Міжнародного агентства з атомної енергії (МАГАТЕ) (2009-2019). До цього представник Японії в цій організації, голова ради керівників МАГАТЕ (2005—2006), надзвичайний і повноважний посол Японії при міжнародних організаціях у Відні (2005—2009). Обіймав різні дипломатичні посади, працював над питаннями ядерної енергетики і питаннями нерозповсюдження ядерної зброї. Був одружений. Володів японською, англійською та французькою мовами.

## Біографія
Амано Юкія народився 9 травня 1947 року в містечку Юґавара префектури Канаґава, неподалік від Токіо. В березні 1972 року він закінчив юридичний факультет Токійського університету, а в квітні влаштувався на роботу в Міністерство закордонних справ Японії. 1973 року Амано продовжив навчання у французькому Університеті Франш-Конте (Université de Franche-Comté), а в 1974—1975 роках навчався в університеті Ніцци.
Амано працював у посольствах Японії в Лаосі, Бельгії та США, з 1988 по 1990 рік він був старшим науковим співробітником та директором з координації досліджень в Японському інституті міжнародних відносин. Пізніше він працював викладачем і дослідником в університеті Яманасі, токійському Софійському університеті, Візергедівскому центрі міжнародних відносин при Гарвардському університеті (Weatherhead Center for International Affairs, Harvard University) і Монтерейскому інституті міжнародних відносин (Monterey Institute of International Studies).
1990 року Амано став директором центру публікацій та інформації Організації економічного співробітництва та розвитку (ОЕСР) в Японії, але потім продовжив працювати в японському Міністерстві закордонних справ. 1993 року він очолив департамент Міністерства закордонних справ з атомних досліджень, в тому ж році був призначений директором департаменту з ядерної енергетики. 1994 року Амано став радником японської делегації на Конференції з роззброєння у Швейцарії (Conference on Disarmament), брав участь в укладанні міжнародних договорів про нерозповсюдження ядерної зброї в 1995 році і про всеосяжну заборону ядерних випробувань у 1996 році. 1997 року він став головним консулом Японії в Марселі.
1999 року Амано був призначений на посаду заступника керівника департаменту японського Міністерства закордонних справ Японії у справах науки і контролю за озброєннями. З 2000 по 2001 роки він був головою групи з ядерної безпеки організації «Великої сімки» (G7). 2001 року Амано працював експертом при президії ООН, а наступного року повернувся до Японії, ставши головою Відділу у справах науки і контролю за озброєннями Міністерства закордонних справ. Протягом 2004 — 2005 років він очолював Відділ у справах науки, роззброєння та нерозповсюдження ядерної зброї.
В жовтні 2005 року Амано став представником Японії в Міжнародному агентстві з атомної енергії (МАГАТЕ), і в тому ж році був обраний головою ради керівників організації (обіймав цю посаду до 2006 року). У 2005—2009 роках він був надзвичайним і повноважним послом Японії при міжнародних організаціях у Відні. 2005 року, коли Нобелівська премія миру дісталася МАГАТЕ та генеральному директору організації Мохамеду ель-Барадеї, одна з двох нагород була вручена Амано як представнику агентства.
2008 року Амано був висунутий японським урядом на посаду генерального директора МАГАТЕ. У липні 2009 року після шостого туру голосування Амано набрав необхідні дві третини голосів ради організації й був обраний на посаду генерального директора агентства на чотирирічний термін. Його основним суперником в останньому турі голосування був представник ПАР в МАГАТЕ Абдул Самад Мінті (Abdul Samad Minty). За Амано голосували представники індустріально-розвинених держав, у той час як Мінті віддали перевагу країни, що розвиваються, а також Росія. У вересні призначення Амано було підтверджено формальним голосуванням генеральної конференції МАГАТЕ, в листопаді 2009 року він вступив на посаду, змінивши на цій посаді ель-Барадеї.
BBC припускало, що на посаді глави МАГАТЕ Амано буде займатися проблемою розповсюдження ядерної зброї, при цьому підкреслювалося, що його країна піддалася атомним бомбардуванням в ході Другої світової війни. На думку російських аналітиків, Амано мав намір деполітизувати МАГАТЕ і, на відміну від свого попередника, буде підтримувати позицію США з питань ядерної програми Ірану. Також він мав приділяти пильну увагу Північної Кореї. У вересні 2009 року Амано підтримав російський проект створення міжнародного центру зі збагачення урану в Ангарську. Проекти подібних центрів пропонували США (спільно з Казахстаном) і Німеччина, однак Амано вважав, що саме російський проект дозволить отримати доступ до дешевої атомної енергії всім країнам, у яких немає власних заводів зі збагачення урану.
Амано належать праці з питань нерозповсюдження ядерної зброї. 1994 року він опублікував статтю про морське поховання радіоактивних відходів Росією після участі в двосторонньої комісії, що вивчала можливі способи утилізації ракетного палива з російських підводних човнів.